# なつめぐ堂
『なつめぐ堂』（なつめぐどう、2006年4月7日 - 2007年9月28日）→『なつめぐ堂リアルスタイル』（2007年10月5日 - 2007年12月28日）は、中部日本放送（CBC）で放送されていた、MEGUMIと若槻千夏が共演するバラエティ番組である。

## 概要
東海地方のアーティストを発掘・応援することをテーマに様々な企画を展開していた深夜番組。モバイルでも楽しめるワンセグサービスに対応していた。
番組開始から2006年10月までは、MEGUMIの出身地・岡山県を放送対象エリアとする山陽放送（RSKテレビ）にも1日遅れで番販ネットされていた。

## 放送時間
- 金曜 25:10 - 25:55（2006年4月 - 2006年9月）
- 金曜 24:35 - 25:25（2006年10月 - 2007年12月） - 24時35分からの5分間は関連ミニ番組『なつめぐ堂開店』を放送し、24時40分から番組本編がスタートするという形で行われていた。

## 出演者
- MEGUMI
- 若槻千夏

## スタッフ
- 構成：金森直哉
- ディレクター：江良純治
- プロデューサー：須原健太郎

## メインコーナー

### 初期
Tシャツデザイナーやヒップホップアーティストなどのアマチュアアーティスト数組が毎回1つのテーマに沿った企画に参加。彼らが番組のバックアップを賭けてプロからの審査や視聴者投票などで争った。

### 中期
「なつめぐ堂 THE接待」を主に展開。毎回名古屋にアーティストを招き、名店や流行のグルメを賭けて司会2人と力を合わせてゲームに挑んだ。ゲームは数回チャンスがあるが、1回失敗するたびに食べられる量が半減されていく。この頃は若槻が体調不良で休業したことがあったため、その際には若槻の代理で若手芸人がゲームに参加していた。

### 末期
末期ではMEGUMIと若槻が東海3県（主に名古屋市内）でロケを行い、やりたい事を叶えていく企画がメインになった。稀に、SEAMOなどのゲストも絡めて三者でロケを行う場合もあった。